# Dibina
Dibina est une ville et un qebelé du nord-est de l'Éthiopie, située dans la woreda Yalo, comprise dans la Zone administrative 4 de la région Afar.
La population de la ville est estimée à 1 370 habitants en 2006 à partir des données du recensement de 1994, tandis que le qebelé comptait 4 145 habitants lors du recensement de 2007.